# Федорівка (станція)
Фéдорівка — вузлова дільнична залізнична станція 1-го класу Запорізької дирекції Придніпровської залізниці на перетині електрифікованих ліній Запоріжжя I — Федорівка, Федорівка — Джанкой та неелектрифікованих ліній Нововесела — Федорівка, Федорівка — Верхній Токмак II між станціями Плодородна (9 км), Українська (10 км), Обільна (17 км) та Світлодолинська (17 км). Розташована у селі Новобогданівка Мелітопольського району Запорізької області.

## Історія
Станція відкрита у 1874 році під час будівництва головного ходу  приватної Лозово-Севастопольської залізниці на ділянці Олександрівськ — Джанкой.
У 1969 році станція електрифікована постійним струмом (=3 кВ) в складі дільниці Запоріжжя I — Мелітополь.
Дільниця лінії Снігурівка — Верхній Токмак неелектрифікована.

## Пасажирське сполучення
На станції Федорівка зупинялися всі пасажирські поїзди далекого сполучення Маріупольського напрямку (тарифну зупинку мали поїзди, що прибували з Маріуполя, у зворотному напрямку — у поїздів була технічна зупинка, посадка та висадка пасажирів не здійснювалася). До 25 жовтня 2020 року на станції зупинявся нічний пасажирський поїзд «Таврія» сполученням Запоріжжя — Одеса (скасований з 26 жовтня 2020 року).
Приміські поїзди прямували у Запорізькому та Мелітопольському напрямку.
З 18 березня 2020 року рух приміських поїздів до станцій Нововесела та Верхній Токмак I припинено на невизначений термін.
З 25 лютого 2022 року, у зв'язку з небезпекою курсування поїздів через російське вторгнення в Україну, «Укрзалізниця» скасувала рух всіх поїздів далекого та приміського сполучення, що прямують через станцію Федорівка до станцій Запоріжжя I, Запоріжжя II, Новоолексіївка та Сиваш.

## Галерея

Залізничний вокзал
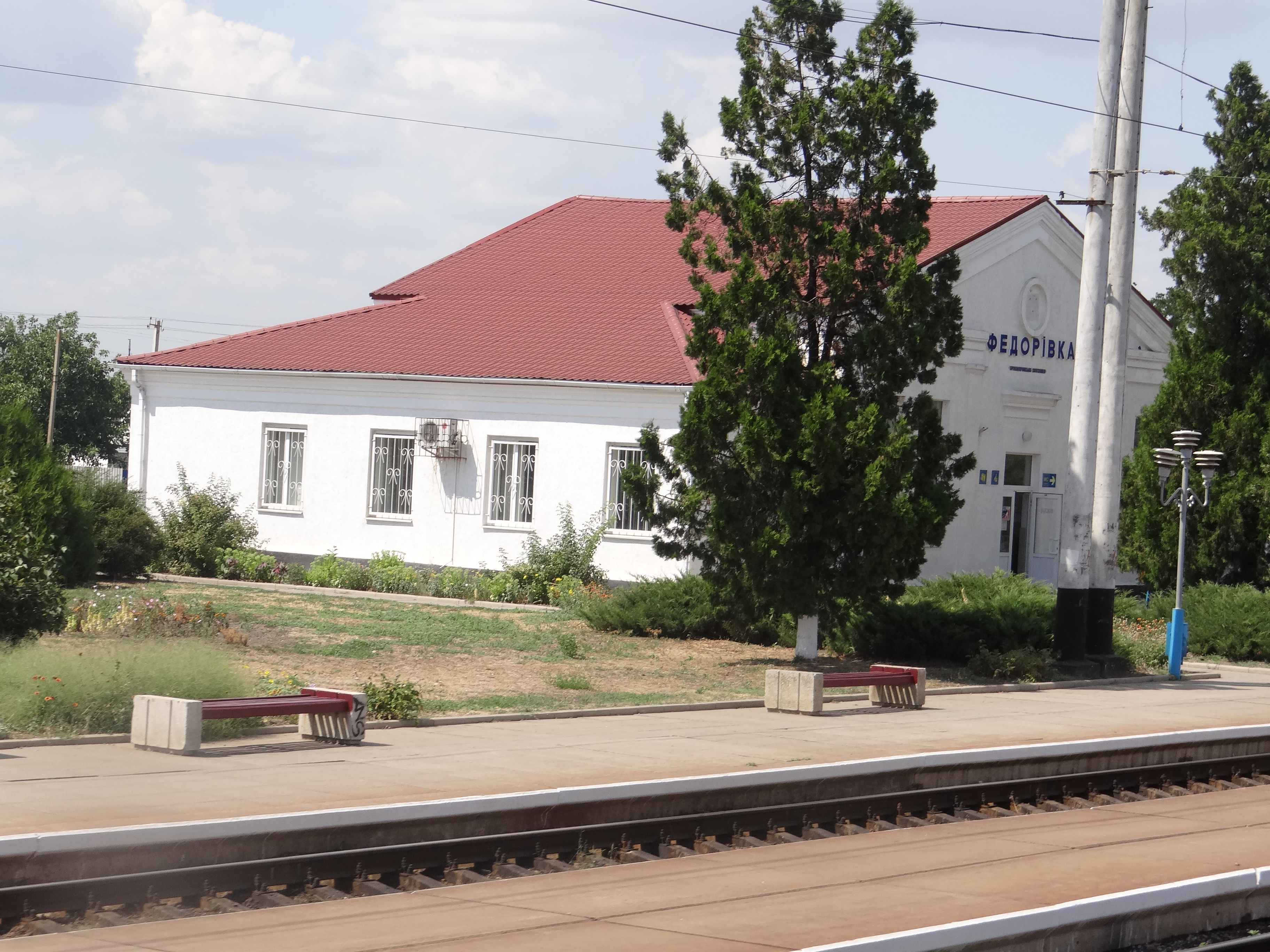
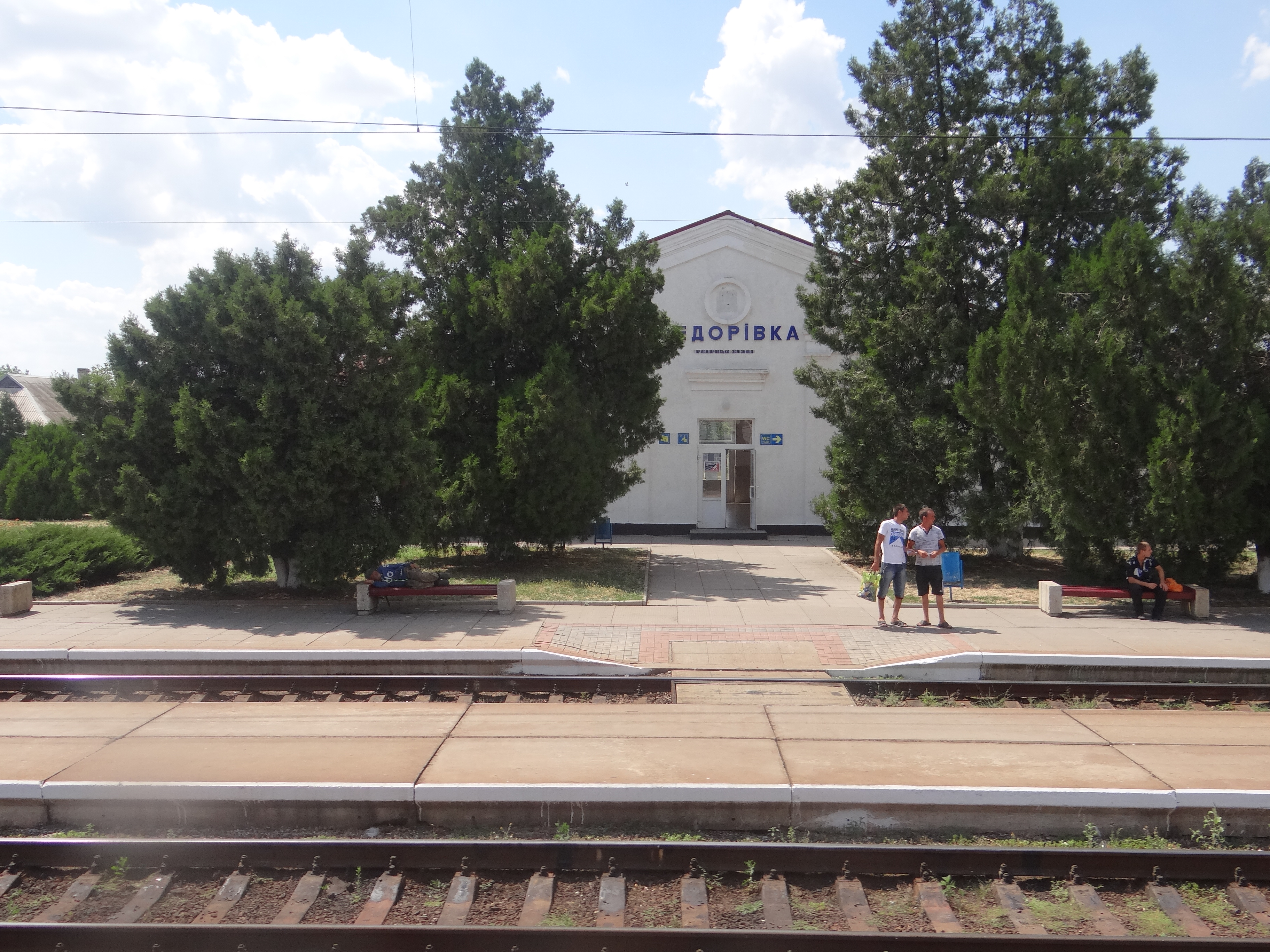
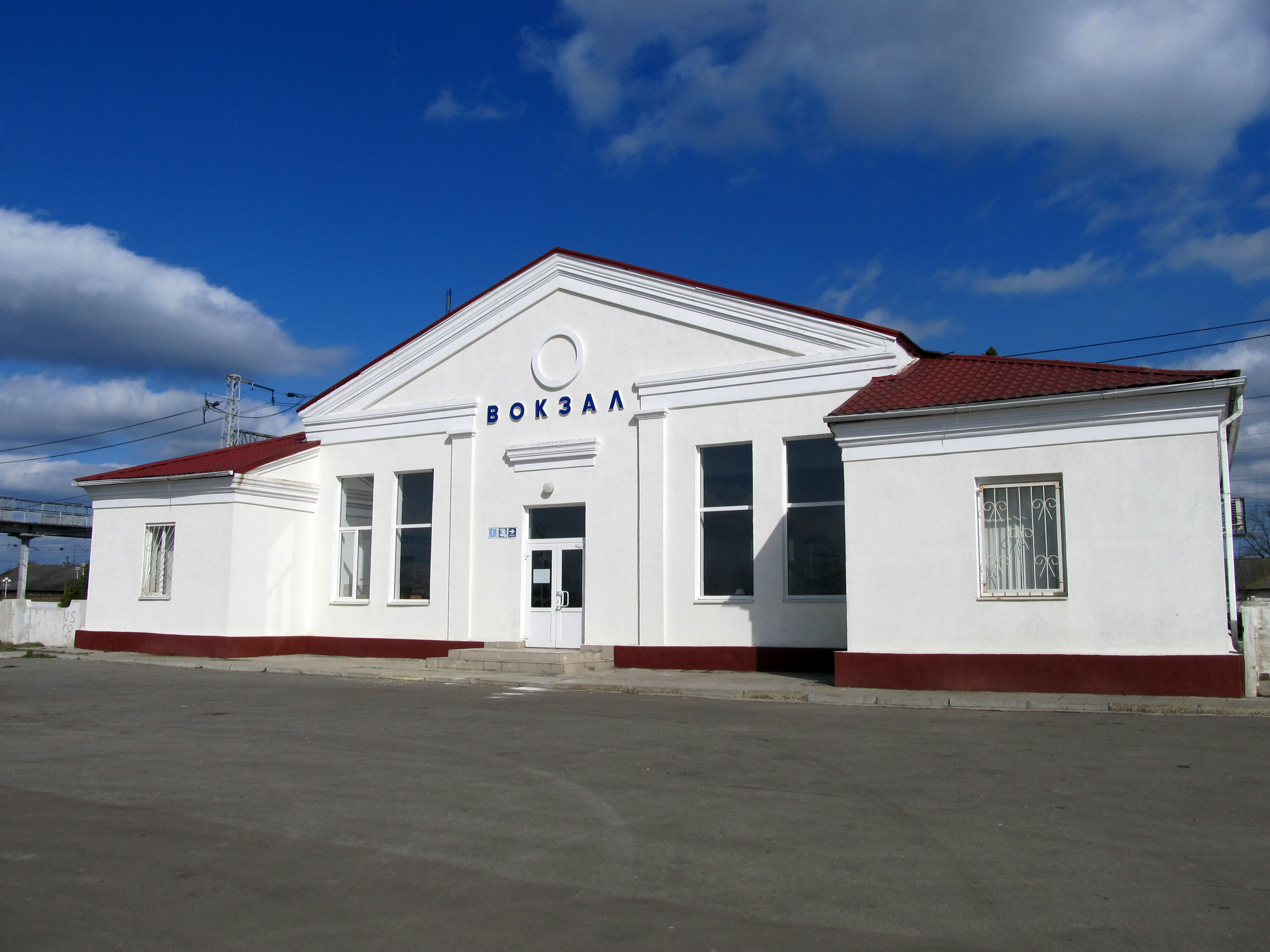
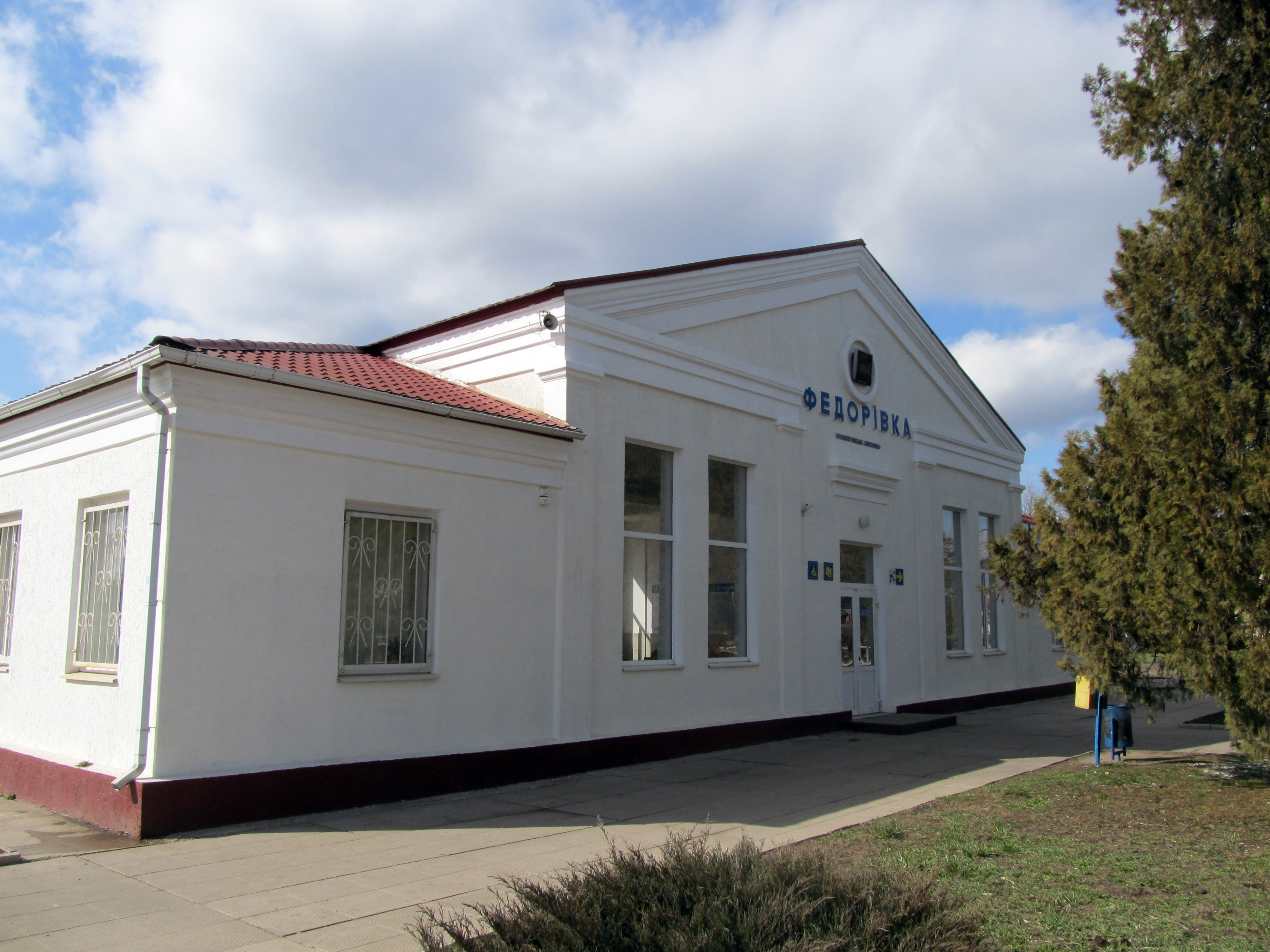

Вигляди станції Федорівка
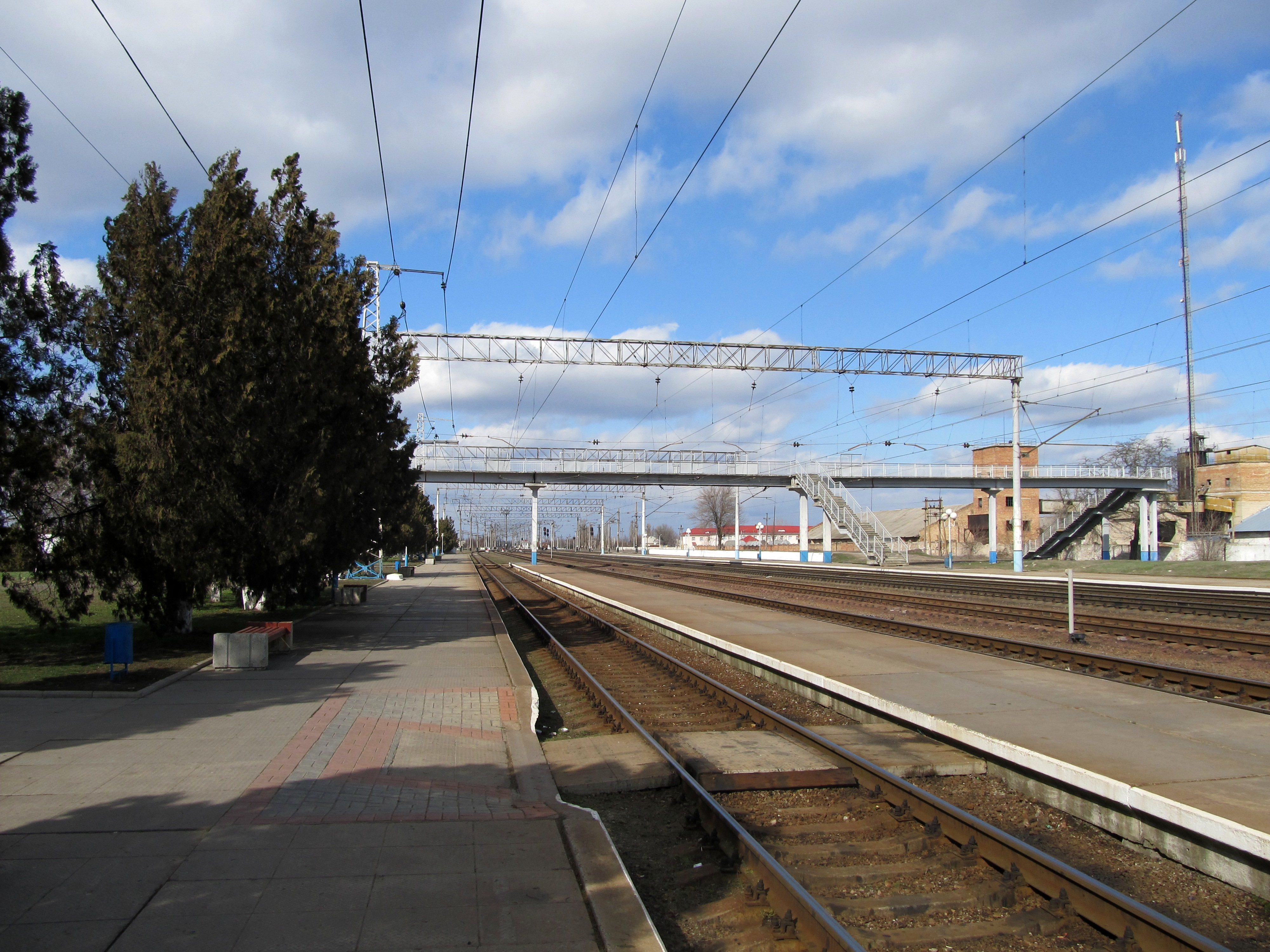
Вигляд у напрямку Запоріжжя I
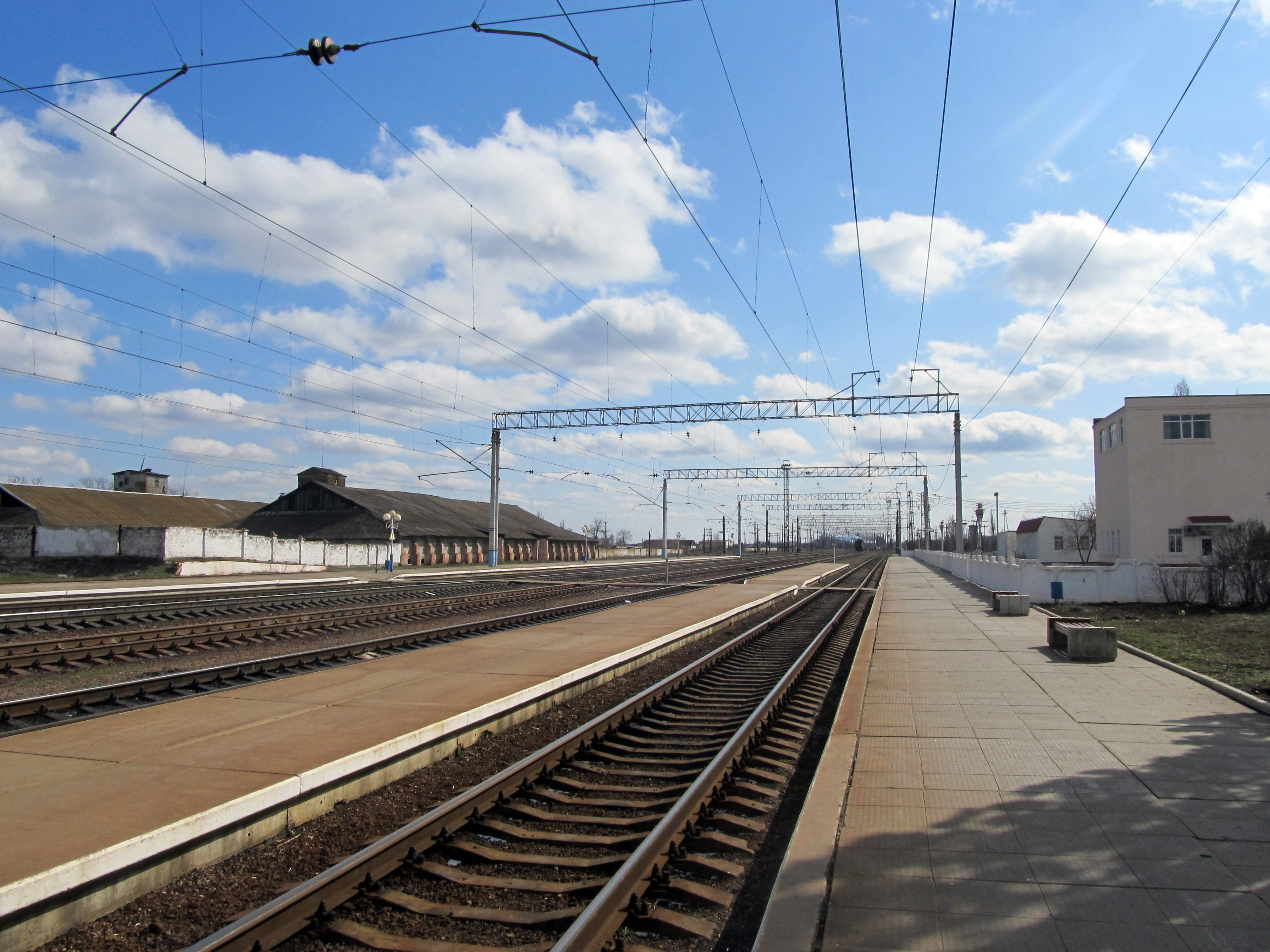
Вигляд у напрямку Мелітополя
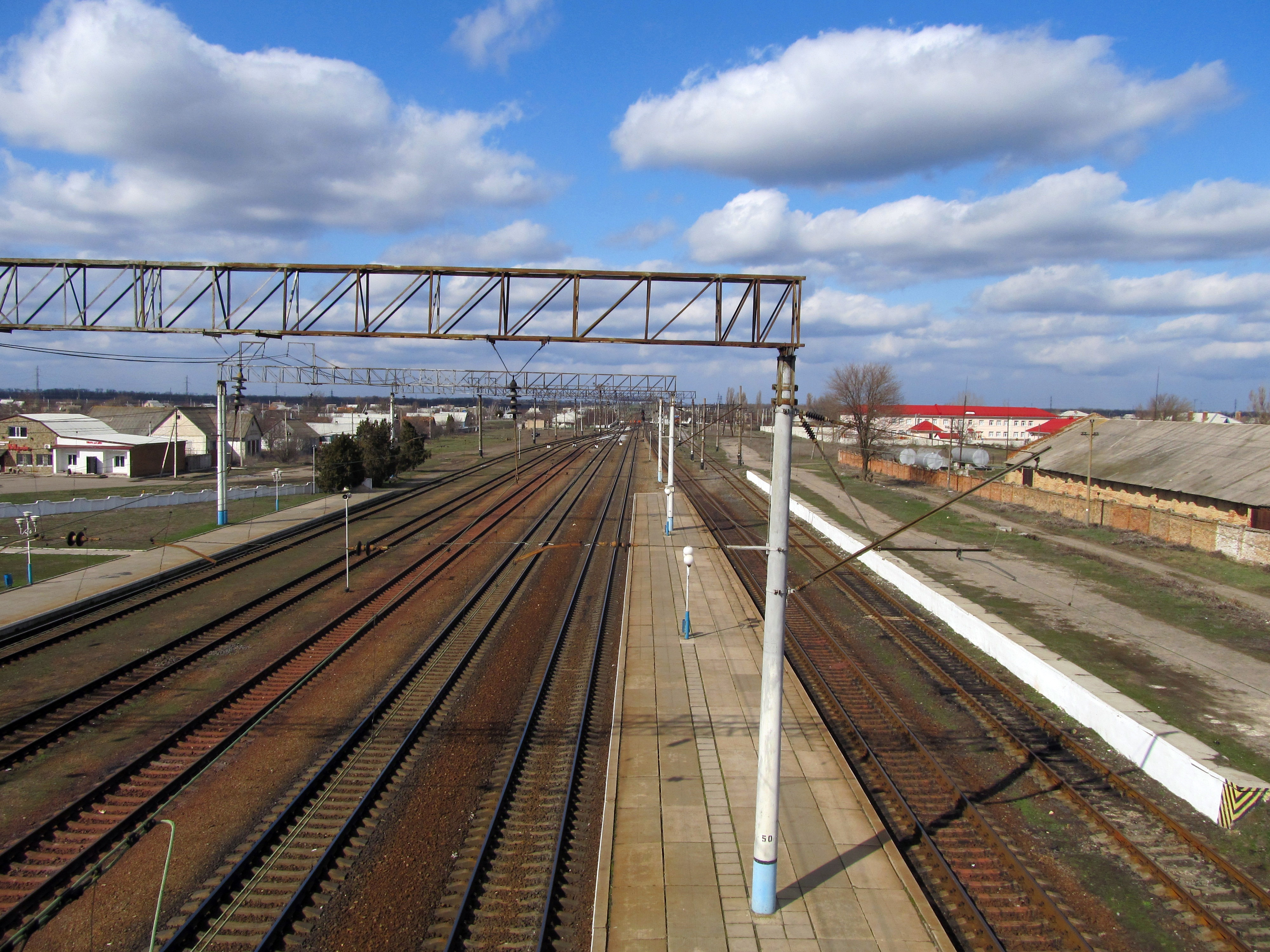
Північна сторона станції
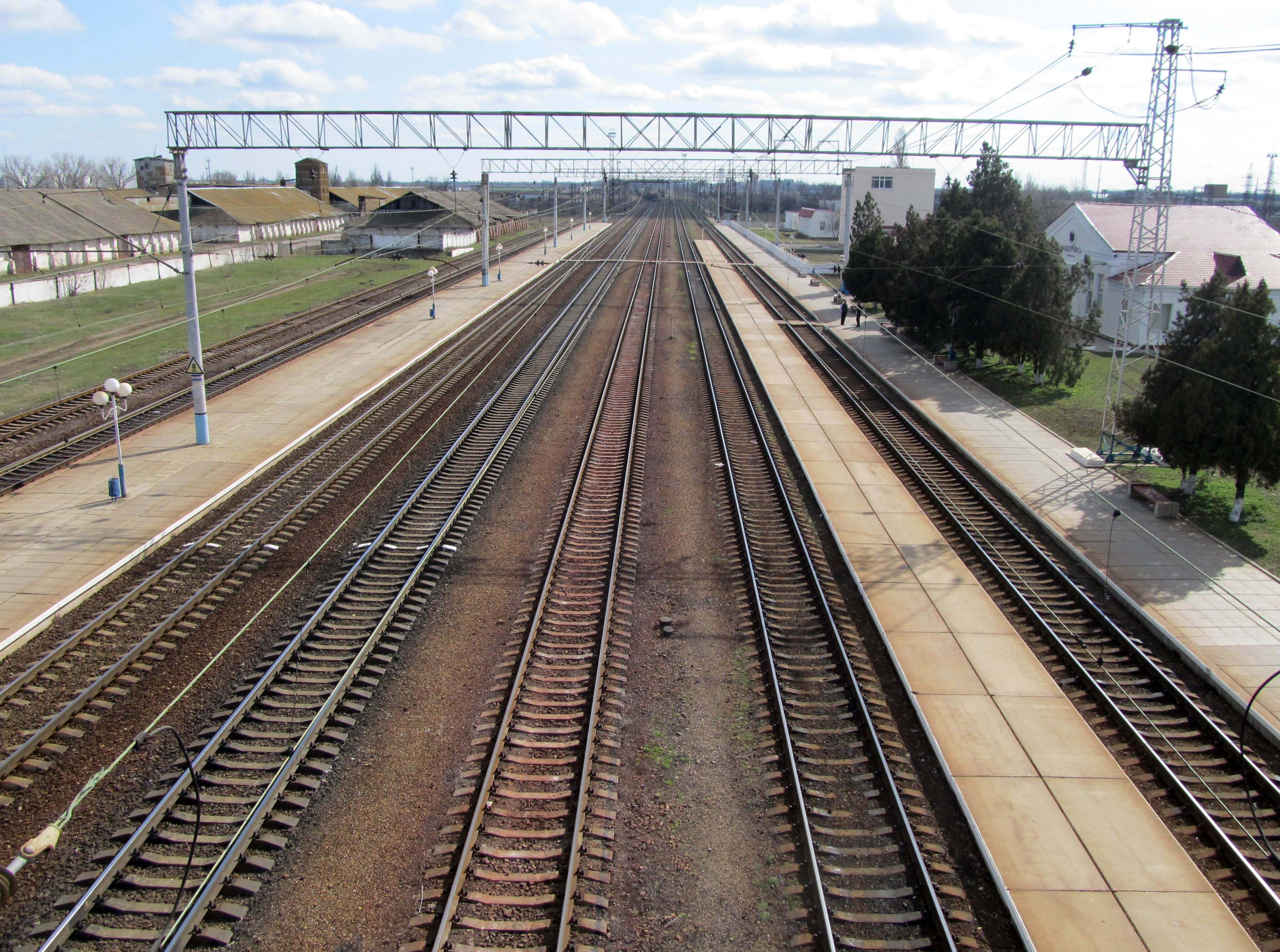
Південна сторона станції